# Sossipatré Assathiany
Sossipatré Assathiany, en géorgien სოსიპატრე ასათიანი, né le 8 septembre 1883 à Dgnarissa, province de Letchkhoumie (Géorgie), à l’époque dans l’Empire russe, et mort le 22 juillet 1971 à Paris 15e, est un homme politique géorgien, qui fut successivement gouverneur de province, chef de mission diplomatique, premier secrétaire de la Légation géorgienne en France, directeur de l’Office des réfugiés géorgiens en France et chef de section à l’Office français de protection des réfugiés et apatrides. 

## Biographie
Fils d’Edith et de Samson Assathiany, des aristocrates de l’Ouest géorgien, il effectue ses études secondaires au lycée de Koutaïssi, puis rejoint l’école supérieure d’agriculture de Kichinev (aujourd’hui Chișinău), en Bessarabie (aujourd’hui Moldavie). 

### L’Empire russe, la déportation au Turkestan
À partir de 1903, il milite au sein du Parti ouvrier social-démocrate géorgien, est chargé de la propagande auprès des employés des chemins de fer, est arrêté à plusieurs reprises, notamment après avoir détruit au revolver un portrait du tsar Nicolas II, ce qui lui vaut une déportation d’une année au Turkestan. 

### L’Empire russe, la prison et un1erexilen Suisse
En 1905, il prend part à la révolution, est recherché. Pourchassé par les gendarmes russes, il se réfugie un temps au monastère de Ghélati grâce à la complicité d’un archimandrite, est à nouveau arrêté et emprisonné à Koutaïssi. Afin d’échapper à la déportation en Sibérie, un tunnel est creusé avec plusieurs détenus : il s’évade le 15 septembre 1907, se cache à Tbilissi, gagne Batoumi et s’embarque clandestinement vers Constantinople, puis Marseille.
Il se réfugie à Genève en 1908 parmi d’autres proscrits de l’Empire russe, dont le chef de file est Gueorgui Plekhanov, Lénine faisant de fréquents allers-retours avec la France, Trotski essayant de réconcilier Bolcheviks et Mencheviks.
Il s’inscrit à l’université et obtient une licence de droit. Il y rencontre sa deuxième femme, avec laquelle il aura trois enfants.

### La Russie de mai à octobre 1917
Le 1er mai 1917, il arrive à Petrograd après un long périple par l’Allemagne et la Russie en guerre, dans le train plombé de 25 wagons rapatriant Lénine, avec une différence : il souhaite la défaite de l’Empire allemand alors que Lénine souhaite une paix séparée afin de prendre le contrôle de la Russie. Il y trouve les Géorgiens Nicolas Tchkhéidzé et Irakli Tsereteli en responsabilité au sein du Soviet central et du gouvernement provisoire, et partage leurs idées.

### La Géorgie et la diplomatie
Après le coup d’État bolchevik d’octobre 1917 à Petrograd, il regagne la Géorgie : il est nommé gouverneur de deux provinces géorgiennes par Evguéni Guéguétchkori, chef de l’exécutif transcaucasien.
Après le retour à l’indépendance de la Géorgie, en mai 1918, il est nommé chef de la mission diplomatique géorgienne en Ukraine et en Roumanie, par Noé Ramichvili et Noé Jordania, les deux chefs successifs de l’exécutif géorgien.  
En janvier 1919, Nicolas Tchkhéidzé l’appelle pour se joindre à la délégation géorgienne à la conférence de la paix de Paris où il effectue ses premières armes face aux diplomates britanniques et français. 
Le 27 janvier 1921, la France reconnait la République démocratique de Géorgie ; une Légation géorgienne est ouverte à Paris sous l’autorité d’Akaki Tchenkéli ministre plénipotentiaire pour l’Europe occidentale. Sossipatré Assathiany en est nommé Premier secrétaire.
En février, les armées de la Russie soviétique envahissent le territoire géorgien. En mars, la classe politique géorgienne, le Parlement et le gouvernement prennent le chemin de l’exil pour entreprendre la reconquête et s’installent à Paris ; la Légation géorgienne devient un point central du dispositif vis-à-vis des autorités françaises.

### L’exil définitif en France
Le 16 mai 1933, la signature d’un pacte de non-agression entre l’URSS et la République française entraîne la fermeture de cette légation qui se transforme en Office des réfugiés, et dont les missions sont officiellement limitées aux missions consulaires pour 1200 « apatrides d’origine géorgienne ». 
Sossipatré Assathiany en est nommé directeur, devenant l'interlocuteur des autorités françaises (Préfecture de police de Paris, Ministère de l’Intérieur, Ministère du Travail) et internationales chargé des réfugiés politiques. 
Bien que la structure soit dissoute durant l’occupation allemande, remplacée par une antenne du régime de Vichy et un Office des réfugiés caucasiens piloté par Berlin, il se rapproche clandestinement du responsable de cette dernière (Sacha Korkia, un Allemand d’origine géorgienne dont le fils a été un héros de la Luftwaffe) et de Joseph Eligoulachvili (figure de l’émigration juive géorgienne) : ils utilisent l’argument fallacieux d'attribution aux juifs géorgiens de l'ethnie géorgienne et d'une simple conversion de religion, aidés par la position d'universitaires et d'hommes politiques géorgiens (dont Michel Kedia) en cour à Berlin. Il parvient ainsi à faire dispenser les Juifs géorgiens du port de l’étoile et de la déportation, et étend cette disposition à 243 familles juives non-géorgiennes (originaires du Turkestan, d’Iran, des Balkans et d’Espagne), en « géorgianisant » leurs patronymes, sauvant ainsi près d’un millier de personnes. 
En février 1943, il est arrêté sur dénonciation et enfermé au Fort de Romainville, dont il sera libéré un mois et demi plus tard grâce à l’intervention de Sacha Korkia. En avril, son épouse est arrêtée à son tour et libérée dans les mêmes conditions. 
À partir de septembre 1944, il retrouve les missions antérieures à la Seconde Guerre mondiale, auxquelles s’ajoute la protection des anciens soldats géorgiens de l’Armée rouge faits prisonniers, passés par l’Allemagne et ayant abouti en France, qu’un accord avec Staline destinait à un retour en URSS et au mieux à une déportation en Sibérie. Il œuvre non seulement comme conseiller technique auprès des autorités françaises, mais aussi auprès des instances internationales comme l’Organisation internationale des réfugiés mise en place par les Nations unies. 
De janvier à octobre 1952, conjointement avec d’autres directeurs d’Office de réfugiés, comme Vassili Maklakoff pour les Russes et Jiraïr Artinian pour les Arméniens, il alerte la classe politique française de l’urgence de la mise en place d'une structure nationale destinée à la protection des réfugiés. 
Dès la création de l’Office français de protection des réfugiés et apatrides, Sossipatré Assathiany, à l’âge de 76 ans, se met à la disposition de la République française et devient l’un de ses premiers officier de protection de réfugiés : professionnel du droit administratif des étrangers et poseur de relais auprès des institutions françaises et internationales, il n’hésite pas à « élever la voix » lorsque les propos des demandeurs ne sont pas crédibles. 
En 1958, lors de son départ à la retraite, il écrit au ministre de tutelle, M. Couve de Murville, ministre des Affaires étrangères, pour s’assurer d'un successeur à la tête de sa section : ce sera Alexandre Kintzourichvili, lieutenant-colonel de la Légion étrangère française, lui aussi d’origine géorgienne.

## L’homme
Humaniste, social-démocrate, Sossipatré Assathiany a été un homme d’opposition face aux dictatures tsariste, soviétique et nazie. Jusqu'à son dernier souffle, il dénonce le régime soviétique : « Qui oserait parler ou écrire autrement que ce pensent les dirigeants ? Les réfractaires sont poursuivis et envoyés dans des maisons d'aliénés - il paraît que ce genre de maison est de plus en plus nombreux. Aussi les esprits sont enfermés jusqu'à la mort ou le mea culpa ». 
Il a également été un homme de construction, conduisant la création et le renouveau d’offices de réfugiés durant trente années afin de sauver la nationalité géorgienne, avant de participer à l’invention de l’OFPRA : la plaquette annonçant le colloque consacré à cette invention, le 12 décembre 2014, porte sa photographie.
Il meurt en 1971 et repose au carré géorgien du cimetière de Leuville-sur-Orge.

## Sources
- (ka) სოსიპატრე ასათიანი
- « Des Géorgiens pour la France. Itinéraires de résistance. 1939-1945 » de Françoise et Révaz Nicoladzé, Éditions L'Harmattan, Paris, juin 2007, page 63.
- « Les combats indépendantistes des Caucasiens entre URSS et puissances occidentales. Le cas de la Géorgie (1921-1945) » de Georges Mamoulia, Éditions L'Harmattan, Paris, juillet 2009, page 295.
- « Réfugiés et apatrides », Ouvrage collectif, dont « De la nationalité géorgienne au statut d’apatride d’origine géorgienne, le combat de Sossipatré Assathiany (1921-1958) » de Mirian Méloua, Édition Presses Universitaires de Rennes, mai 2017, page 91.